# ウグイスカグラ
ウグイスカグラ（鶯神楽、学名: Lonicera gracilipes var. glabra）はスイカズラ科スイカズラ属の落葉低木。別名ウグイスノキともよばれ、広義ではヤマウグイスカグラを含めた和名としている。和名ウグイスカグラの由来は、小枝が細かく、ウグイスが隠れるのによい樹形だというところから名付けられたという説がある。別の説では、「ウグイスの鳴き始める早春に・神楽の舞に似た（花）」という意味だとされている。

## 特徴
日本の北海道（南西部）、本州、四国、九州に分布する。山野の林縁や疎林などに自生し、ふつうに見られる。観賞用に庭にも植えられる。
落葉広葉樹の低木で、高さは1.5 - 3メートル (m) になる。樹皮は淡褐色から灰褐色で、縦に裂けて薄く剥がれ、灰黒色の模様を見せる。一年枝は褐色で無毛。葉は対生し、葉身は広楕円形で、裏面は白っぽい。
開花期は3 - 5月。早春に葉が芽吹くと同時期に花が咲き、本年枝の葉の付け根から1 - 2センチメートル (cm) の花柄を出して、淡紅色の花が1 - 2個つく。花冠は長さ10 - 15ミリメートル (mm) の細い漏斗状で、先は5裂して開く。雄しべは長く花冠の外に出る。
果期は初夏（6月）。果実は液果で、長さ約1 cmの楕円形で透明感のある赤色に熟す。細い果柄の先に1個、ときに2個つき、つけ根に1 - 2個の苞が残る。熟した果実は甘く食用になり、東北地方ではグミとよばれる。種子は丸みのある平たい楕円形で、茶色をしており、表面がざらついて両面に浅い溝が2個ある。
冬芽は対生し、頂芽はやや大きく、薄い芽鱗2 - 4枚に覆われる。冬期は長枝についた対生する側芽に皿のような大きい托葉が残る。頂芽には葉柄がよく残る。ミヤマウグイスカグラ（学名: Lonicera gracilipes var. glandulosa）のほうが小枝や冬芽に毛が多い。

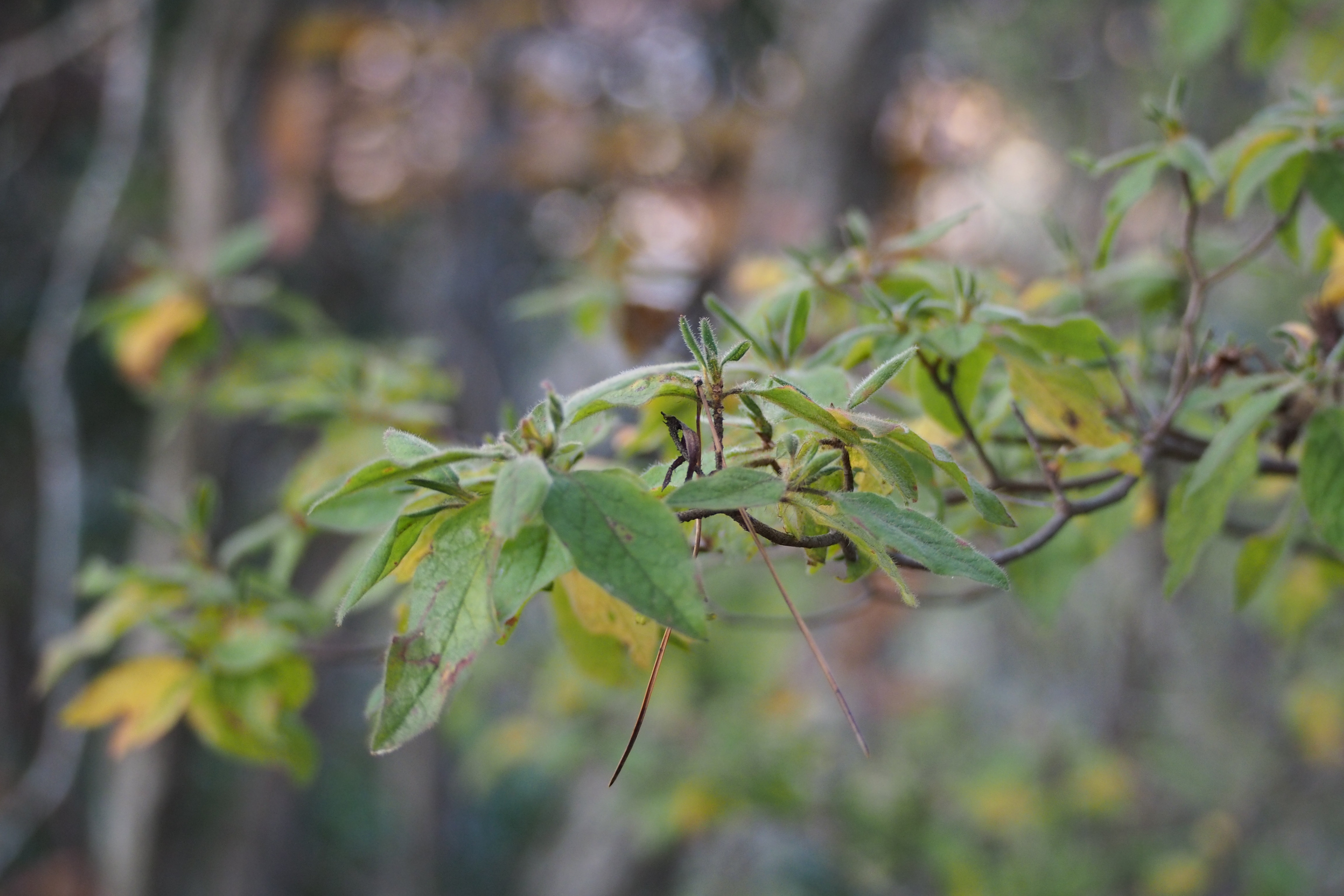
枝と葉
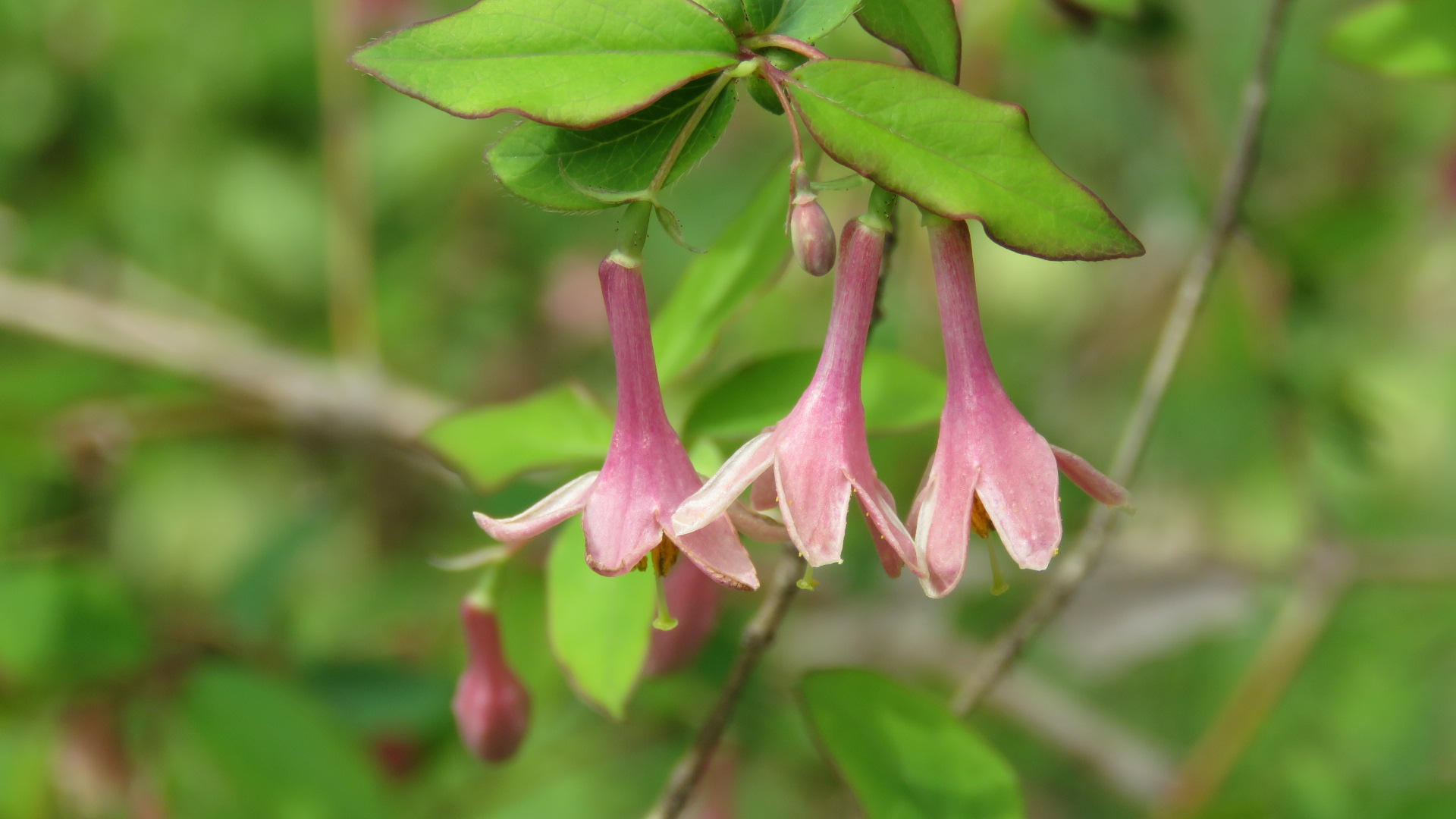
花